# Józef Korzeniewski (lekarz)
Józef Korzeniewski (ur. 19 marca 1806, zm. 21 maja 1870 w Wilnie, na nagrobku podano 1808 jako rok urodzenia) – polski lekarz, od 1829 doktor nauk medycznych, profesor chirurgii w Akademii Medyko-Chirurgicznej w Wilnie. 

## Życiorys

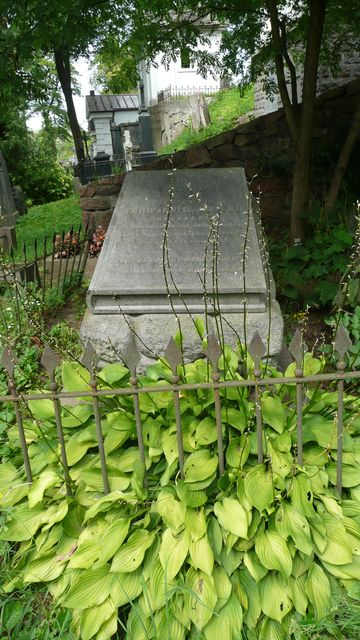
Grób profesora Józefa Korzeniewskiego na cmentarzu Na Rossie w Wilnie stan na 2013

Urodził się w rodzinie szlacheckiej herbu Nałęcz na terenie powiatu słuckiego w guberni mińskiej. Był synem Jana Korzeniewskiego. Ukończył z bardzo dobrym wynikiem gimnazjum w Nieświeżu. W 1821 przyjechał do Wilna z zamiarem wstąpienia na Uniwersytet Wileński. Przez dwa lata studiował na wydziale fizyki. W 1823 otrzymał stypendium i 
rozpoczął studia anatomii i chirurgii na wydziale lekarskim. W 1827 po zdaniu egzaminów uzyskał tytuł lekarza pierwszego stopnia. W 1829 otrzymał stopień doktora medycyny na podstawie pracy pt. Conspectus nosologicus exanthematum. Rada Uniwersytetu wyraziła zgodę na pozostawienie go na uczelni jako pomocnika prosektora przy profesorze Adamie Bielkiewiczu i jednocześnie pomocnika profesora kliniki chirurgicznej Wacława Pelikana (Anita Magowska podaje, że był pomocnikiem profesora chirurgii Konstantego Procyanki). Korzeniewski zastępował przełożonych podczas ich nieobecności, wykonywał wraz z
nimi operacje, opiekował się chorymi i gabinetem chirurgicznym. Prowadził kurs teoretyczny dotyczący złamań, zwichnięć i opatrunków (desmurgii). W 1831 został posłany wraz z Feliksem Rymkiewiczem do Brześcia, Słonima i Witebska, aby zwalczać epidemię cholery.
W 1832 po zamknięciu Uniwersytetu Wileńskiego i przekształceniu wydziału lekarskiego w Akademię Medyko-Chirurgiczną został zatrudniony na zajmowane poprzednio stanowisko. W 1834, po zdaniu egzaminów ze wszystkich dziedzin chirurgii i wygłoszeniu dwóch próbnych wykładów po łacinie i po rosyjsku, został adiunktem w Akademii Medyko-Chirurgicznej. W latach 1836–1837 pełnił obowiązki sekretarza naukowego Akademii Medyko-Chirurgicznej. W 1837 został mianowany profesorem nadzwyczajnym w katedrze chirurgii teoretycznej. W latach 1837–1839, w celu podniesienia kwalifikacji, odbył podróże do klinik chirurgicznych we Wrocławiu, Pradze, Dreznie, Lipsku i Halle, następnie we Francji głównie w Paryżu, gdzie obserwował pracę i uczęszczał na wykłady wiodących chirurgów. Kolejną podróż odbył do Anglii, ale tam poważnie zachorował i musiał powrócić na leczenie do Wilna. Sprawozdania z podróży, które spisywał po francusku i przysyłał do Akademii wileńskiej, następnie ogłosił w przekładzie rosyjskim w dzienniku wydawanym przez ministerstwo spraw wewnętrznych w Petersburgu. W zagranicznych klinikach nauczył się wykonywać litotomie, litotrypsje i operacje okulistyczne, m.in. usuwania zaćmy metodą ekstrakcji. Został specjalistą w zakresie operacyjnego leczenia katarakty. W 1839 wykonał pierwsze dwa zabiegi metodą ekstrakcji zmętniałej soczewki. Wcześniej operował metodą depresji, czyli spychania soczewki w dół gałki ocznej. Źródła podają różne daty mianowania na profesora zwyczajnego w katedrze chirurgii Akademii Medyko-Chirurgicznej: 1838 lub 1939 lub 21 listopada 1840. W 1841, po śmierci Konstantego Procyanki, objął zarząd kliniki chirurgii. Wykłady prowadził po łacinie, zgodnie z obowiązującymi przepisami. Zarządzał kliniką do 1 sierpnia 1842, kiedy zamknięto Akademię Medyko-Chirurgiczną. W tym okresie przyjęto do kliniki 115 pacjentów (w tym 21 osób do 18 roku życia), wykonano 72 zabiegi, zmarło 10 chorych, w tym 4 po amputacjach kończyn. Osobiście wykonał jedną litotomię, 10 operacji katarakty, w tym raz metodą ekstrakcji zmętniałej soczewki, oraz inne zabiegi, typowe dla ówczesnej chirurgii. Po zamknięciu Akademii, Józefowi Korzeniewskiemu przyznano emeryturę. Pozostał w Wilnie, praktykując jako chirurg.
Od 1829 Korzeniewski był czynnym członkiem Wileńskiego Towarzystwa Lekarskiego. W latach 1835–1837 pełnił w nim funkcje sekretarza, w 1840 prezesa, a później mecenasa. Był również członkiem Towarzystwa Naukowego Krakowskiego i Towarzystwa archeologicznego skandynawskiego.
Zmarł po wieloletniej ciężkiej chorobie. Został pochowany na cmentarzu Na Rossie w Wilnie (sektor numer Stara Rossa, sektor 18a nagrobek numer 37).

## Życie prywatne
Był żonaty z Leokadią, z domu Weysflog, z którą miał córkę Katarzynę Józefę urodzoną 24 listopada 1842.

## Wybrane publikacje
- O wycięciu macicy (1830)
- O wycięciu całkowitem macicy opadłej (1830)
- O wycięciu całkowitem macicy w położeniu naturalnem będącej (1830)
- łac. De orthopaediae progressu ac necessitate, deque variis circa naturam deformitatum earumque methodum medendi opinionibus (1834)
- łac. Desmurgia seu Chirurgiae pars de variis adminiculis deligatoriis (1837)
- łac. De ossobus fractis tractatus in discentium usum (1837)
- Opadnięcie macicy uleczone za pomocą nakładania małych szczypczyków sposobem p. Desgranges (1838)
- łac. De operatione, quaeximia cruris deformitas, incongrua ossium fractorum coaptatione producta, penitus emendata est (1838)